# La grande storia del tempo
(Stephen Hawking)
La grande storia del tempo è un saggio di divulgazione scientifica di Stephen Hawking, astrofisico britannico, pubblicato nel 2005.
Il libro è una riedizione del suo precedente best seller Dal big bang ai buchi neri. Breve storia del tempo, nella quale l'autore, avvalendosi delle conoscenze del fisico statunitense Leonard Mlodinow, riscrive il suo precedente libro aggiungendo le ultime scoperte della fisica e tralasciando alcuni argomenti strettamente tecnici, per dedicarsi maggiormente agli argomenti principali trattati nel testo.

## Contenuti
Nel suo libro, Hawking attraversa gran parte della cosmologia moderna. Tuttavia non scende mai nell'ambito tecnico, ma si limita sempre ad una spiegazione del concetto, pur mettendo in guardia l'utente in alcuni punti del libro che gli argomenti trattati non sono affatto semplici e che quella del libro è solo una spiegazione molto superficiale di essi.
Ne La grande storia del tempo Hawking, dopo aver introdotto brevemente la fisica e l'astronomia classica, spiega argomenti della fisica e dell'astronomia moderna come la meccanica quantistica o la teoria della relatività. Su questi due argomenti principali si snodano gli altri vari argomenti; tra essi sono trattati maggiormente il big bang e la creazione dell'universo, i buchi neri, i tunnel spazio-temporali (sembra un romanzo di fantascienza ma non lo è), i possibili viaggi nel tempo (sfruttando delle conseguenze della teoria della relatività) e le tre possibili teorie sulla fine dell'universo.
Alla fine di tutto ciò, Hawking conclude con le biografie di tre grandi fisici del passato: Galileo Galilei, Isaac Newton e Albert Einstein.

## Edizioni
- Stephen Hawking  e Leonard Mlodinow, La grande storia del tempo, traduzione di Daniele Direo, Rizzoli Editore, 2005,  pp. 201, cap. 12, ISBN 88-17-00715-3.